# Ommatoiulus
Genre
Ommatoiulus est un genre de myriapodes diplopodes de la famille des Julidae (iules).

## Synonymes
Selon BioLib (8 février 2022) :
- Archiulus Berlese, 1886
- Atopocystis Attems, 1951
- Baskoiulus Verhoeff, 1938
- Mesoiulus Verhoeff 1893
- Mesopachyiulus Attems, 1902
- Palaioiulus Verhoeff 1894
- Schizophyllum Verhoeff, 1895 - Il existe aussi un genre de champignons du même nom : Schizophyllum Fr., 1815 (famille des Schizophyllaceae).
- Typhlopachyiulus Verhoeff, 1898